# Tamariskwespvlinder
De tamariskwespvlinder (Synanthedon theryi) is een vlinder uit de familie wespvlinders (Sesiidae), onderfamilie Sesiinae.
De tamariskwespvlinder is voor het eerst wetenschappelijk beschreven door Le Cerf in 1916. De soort komt voor in het Palearctisch gebied. In Europa komt de soort vooral in het warmere zuiden voor. In 2021 werd hij voor het eerst waargenomen in België, aan de kust.